# Cucumber Castle
Cucumber Castle ist das fünfte internationale Musikalbum der Bee Gees.

## Produktion
Die Aufnahmen zu „Cucumber Castle“ begannen im Mai 1969, kurz nachdem Robin Gibb die Band verlassen hatte. Im August verließ auch Schlagzeuger Colin Petersen die Bee Gees und Barry Gibb und Maurice Gibb engagierten Schlagzeuger Terry Cox (Ex-Pentangle) und Sänger Peter Mason als Ersatz. Mason arbeitete auch an einigen Songs mit, wurde von Robert Stigwood jedoch bald wieder entlassen, da er nicht zur Band passe. Da Barry Gibb im Juni 1969 als Produzent mit P.P. Arnold im selben Studio arbeitete, wurde sie als gesangliche Unterstützung hinzugezogen.
Von Anfang an stand die Produktion unter hohem Konkurrenzdruck zu den Soloaktivitäten Robin Gibbs. Seine im Sommer parallel zu „Don′t Forget to Remember“ veröffentlichte Single „Saved by the Bell“ platzierte sich in den europäischen Charts durchweg besser, als die Bee Gees-Single, die in Deutschland Platz 9 erreichte. Die Ankündigung seines Soloalbums, veranlasste Robert Stigwood, die Veröffentlichung von »Cucumber Castle«, die eigentlich für den Herbst 1969 geplant war, hinauszuzögern, bis Robin Gibbs Album auf dem Markt war. Stattdessen veröffentlichten die Bee Gees eine in den USA bereits im Sommer veröffentlichte, »Best of Bee Gees« betitelte, Zusammenstellung im Oktober auch in Europa. Etwa zum selben Zeitpunkt verkündete Barry Gibb das Ende der Bee Gees und dass er und Maurice Gibb ab sofort an Solokarrieren arbeiten würden.
Robin Gibbs Soloalbum „Robin’s Reign“ erschien schließlich Ende Februar. Von den Bee Gees wurde im März noch die Single „I.O.I.O.“ nachgeschoben und »Cucumber Castle« schließlich im Mai veröffentlicht.
Die Songs des Albums wurden größtenteils 1969 komponiert, „Turning Tide“ und „I.O.I.O.“ bereits 1968.
Das Album, das erste der Bee Gees, das ausschließlich in Stereo veröffentlicht wurde, schaffte es in Deutschland auf Platz 36 der Charts.

### Mitwirkende
- Arrangeur, Dirigent: Bill Shepherd
- Schlagzeug: Terry Cox, Colin Petersen
- Gesang: Peter Mason, P.P. Arnold

## Trackliste
alle Songs komponiert von Barry & Maurice Gibb
- A1. If Only I Had My Mind on Something Else
- A2. I.O.I.O.
- A3. Then You Left Me
- A4. The Lord
- A5. I Was the Child
- A6. I Lay Down and Die
- B1. Sweetheart
- B2. Bury Me Down by the River
- B3. My Thing
- B4. The Chance of Love
- B5. Turning Tide
- B6. Don′t Forget to Remember

## Ausgaben
Das Album erschien 1970 bei Polydor, in den USA jedoch auf Atco, einem Sublabel von Atlantic Records.
1978 wurde es auf RSO Records wiederveröffentlicht.
1989 erschien das Album erstmals auf Compact Disc.
Seit 2008 ist es in Europa nur noch digital verfügbar.
- 1970: Polydor 2383 010 (LP)
- 1978: RSO 2479 217 (LP)
- 1989: Polydor 833 783-2 (CD)

## Rezeption
Von „Don′t Forget to Remember“ erschienen im Laufe der Jahre viele Versionen, meist von Country- bzw. Folk-Musikern eingespielt. Adina Edwards veröffentlichte eine Reggae-Version von „Don′t Forget to Remember“ auf ihrem gleichnamigen Album, für das sie noch weitere Gibb-Kompositionen aufnahm. Interpretationen gibt es von Skeeter Davis, John & Anne Ryder, Daniel O’Donnell, Donna Fargo, sowie von dem tschechischen Sänger Pavel Bobek.

## Trivia
Das Album diente auch als – inoffizieller – Soundtrack zu einem gleichnamigen TV-Special, das von der BBC produziert wurde und ursprünglich als 13-teilige Fernsehserie geplant war. Das Drehbuch schrieben Barry und Maurice Gibb, die auch die Hauptrollen übernahmen. Als Nebendarsteller fungierten Lulu, Frankie Howerd, Spike Milligan, Vincent Price, Eleanor Bron und Julian Orchard. Produzent war Mike Mansfield und als Regisseur fungierte Hugh Gladwish. Teile des Films spielen auf einem Konzert der ebenfalls von Robert Stigwood betreuten Blind Faith. Dabei gibt es Cameo-Auftritte von Mick Jagger, Marianne Faithfull und Roger Daltrey. Ausgestrahlt wurde der 56-minütige Film in England an Weihnachten 1970.

## Bibliografie
- Die ultimative Biografie der Bee Gees: Geschichten der Brüder Gibb von Melinda Bilyeu, Hector Cook, Andrew Môn Hughes, mit Joseph Brennan und Mark Crohan. Starcluster Verlag, Balve, 2007, ISBN 978-3-925005-66-4.
- The Essential Rock Discography von Martin C. Strong, Canongate Books, 2006, ISBN 978-1-84195-985-6.